# Team Esbjerg
Team Esbjerg är en dansk handbollsklubb från Esbjerg, bildad 1991. Damlaget spelar i den högsta ligan och har bland annat blivit danska mästare fyra gånger (2016, 2019, 2020, 2023).

## Historia
Team Esbjerg bildades 1991 i ett samarbete mellan de två gamla Esbjerg-klubbarna KVIK Esbjerg and Esbjerg HK (EHK).
Många års god och positiv konkurrens mellan de två klubbarna blev omsatt till en fusion för att lyfta handbollsnivån i Esbjerg och skapa ett konkurrenskraftigt handbollslag på ett nationellt plan. Starten blev konkret ett damsenior- och ett herrseniorlag bestående av spelare från de två "moderklubbarna" i ett samarbete, som i början inte var ett gemensamt klubblag. Båda lagen startade i 3:e divisionen med herrseniortränaren Jens  Kristensen och damseniortränaren Tommy Christensen. Samarbetet fungerade så bra, att årsmötet i EHK och KVIK den 3 maj 1993 bildade den gemensamma klubben Team Esbjerg, och i beslutets konsekvens blev utarbetat hur arbetet skulle bedrivas och valdes en ny styrelse.
Första gången damlaget avancerade till den högsta ligan var 1999. 2004 gick herrlaget över till HH Esbjerg, vilket senare blev elitlaget Ribe-Esbjerg HH.

## Meriter
- Danska ligan: 2016, 2019, 2020, 2023. 2024
- Danska cupen: 2017, 2021, 2022

## Spelartrupp 2023/2024
| Nr | Land     | Pos | Namn                       |
| -- | -------- | --- | -------------------------- |
| 12 | Danmark  | MV  | Anna Kristensen            |
| 15 | Danmark  | MV  | Stine Lund                 |
| 16 | Danmark  | MV  | Amalie Milling             |
| 21 | Danmark  | MV  | Sara Winde                 |
| 2  | Danmark  | M6  | Camilla Graakjær Thorhauge |
| 3  | Danmark  | M6  | Kaja Kamp                  |
| 4  | Danmark  | V9  | Michala Møller             |
| 5  | Danmark  | H6  | Caroline Gade              |
| 7  | Portugal | H9  | Luciana Rebelo             |
| 9  | Norge    | H9  | Nora Mørk                  |

| Nr | Land    | Pos | Namn                   |
| -- | ------- | --- | ---------------------- |
| 10 | Danmark | M6  | Kathrine Heindahl      |
| 11 | Danmark | M6  | Rikke Iversen          |
| 14 | Norge   | V9  | Kristine Breistøl      |
| 18 | Danmark | H9  | Mette Tranborg         |
| 20 | Norge   | H6  | Marit Røsberg Jacobsen |
| 24 | Norge   | V6  | Sanna Solberg-Isaksen  |
| 25 | Norge   | M9  | Henny Reistad          |
| 27 | Danmark | H6  | Anne Tolstrup Petersen |
| 33 | Norge   | M9  | Julie Bøe Jacobsen     |

## Spelare i urval
- Kari Aalvik Grimsbø (2010–2015)
- Johanna Ahlm (2013–2015)
- Jenny Alm (2015–2017)
- Paule Baudouin (2008–2010)
- Ida Bjørndalen Karlsson (2014–2018)
- Stine Bodholt Nielsen (2014–2016)
- Mouna Chebbah (2008–2010)
- Kelsi Fairbrother (2010–2013)
- Lara González Ortega (2016–2018)
- Lotte Grigel (2008–2015)
- Laura van der Heijden (2014–2017)
- Jessica Helleberg (2011–2013)
- Filippa Idéhn (2015–2017)
- Anna-Maria Johansson (2009–2011)
- Maibritt Kviesgaard (2013–2018)
- Kristina Liščević (2017–2019)
- Marta Mangué (2007–2011)
- Nora Mørk (2022–)
- Arna Sif Pálsdóttir (2010–2011)
- Estavana Polman (2013–2022)
- Henny Reistad (2021–)
- Betina Riegelhuth (2015–2016)
- Rikke Schmidt (2012–2014)
- Gøril Snorroeggen (2010–2013)
- Emily Stang Sando (2013–2017)
- Sandra Toft (2017–2019)
- Ulrika Toft Hansen (2015–2018)
- Katarina Tomašević (2007–2009)
- Angelica Wallén (2010–2013)
- Rikke Zachariassen (2005–2018)